# Allium ericetorum
Espèce
Synonymes
- Allium ambiguum DC.[1]
- Allium ericetorum subsp. pseudosuaveolens (Zahar.) Ciocârlan[1]
- Allium graminifolium Pers.[1]
- Allium haussmannii Rouy[1]
- Allium ochroleucum Waldst. & Kit.[2] [1]
- Allium pseudo-ochroleucum Schur[1]
- Allium suaveolens Duby[1]
- Allium xanthicum Griseb. & Schenk[1]
- Allium xanthicum Griseb. & Schur[2]

Allium ericetorum est une espèce de plantes de la famille des Amaryllidaceae.

## Liste des sous-espèces
Selon NCBI (20 août 2019) :
- sous-espèce Allium ochroleucum subsp. pseudosuaveolens Zahar., 1966